# バーガー人
バーガー人（英: Burgher people）は、スリランカの民族。ユーラシアンとも呼ばれる混血のグループで、16世紀から20世紀の植民地時代にスリランカに移住した男性入植者と現地人女性との子孫を指す。ポルトガル系、オランダ系、ドイツ系、イギリス系が多いが、僅かながらスウェーデン系やノルウェー系、フランス系にアイルランド系の人々も存在する。

## 定義
バーガー人の法的な定義は1883年、イギリス領セイロンの判事総長であるRichard Ottleyにより定められた。その定義では、バーガー人は父親がスリランカ生まれで、かつ母方や父方の民族に関わらず、父方の祖先に最低一人のヨーロッパ人が存在すること、とされた。こうした定義となったのは、バーガー人の大半がヨーロッパ系の名字（ポルトガルやオランダ、イギリス、ドイツ、フランス、ロシアといった）を使用していたためである。

## 人口動態

県別のバーガー人のパーセンテージ（1981年と2001年の国勢調査より）

1981年の国勢調査では、バーガー人の人口は3万9374人で、総人口の約0.2%であった。バーガー人の割合が高いのは当時首都であった西海岸のコロンボとその近郊のガンパハで、それぞれ0.72%と0.5%であった。同様に東海岸のトリンコマリーとバッティカロアにも大きなコミュニティが存在しており、その人口は2万人程度と推定されている。
バーガー人の末裔は多くの地域・コミュニティへと拡散している。彼らはポルトガル由来のフェルナンデスやオランダ由来のMiranoやVandortといった名字を使用している。